# 吉舒街道
吉舒街道，是中华人民共和国吉林省吉林市舒兰市下辖的一个乡镇级行政单位。

## 行政区划
吉舒街道下辖以下地区：
中心社区、文明社区、镇北社区、东岭社区、河西社区、丰广社区、天合社区、东富社区、联盟村、中山村、高台村、丰广村、曙光村、东富村、振兴村、宏兴村、烧锅村、靠山村、石顶村、德胜村、长兴村、民主村、胜和村、十里村、德源村和新村。